# John Cary

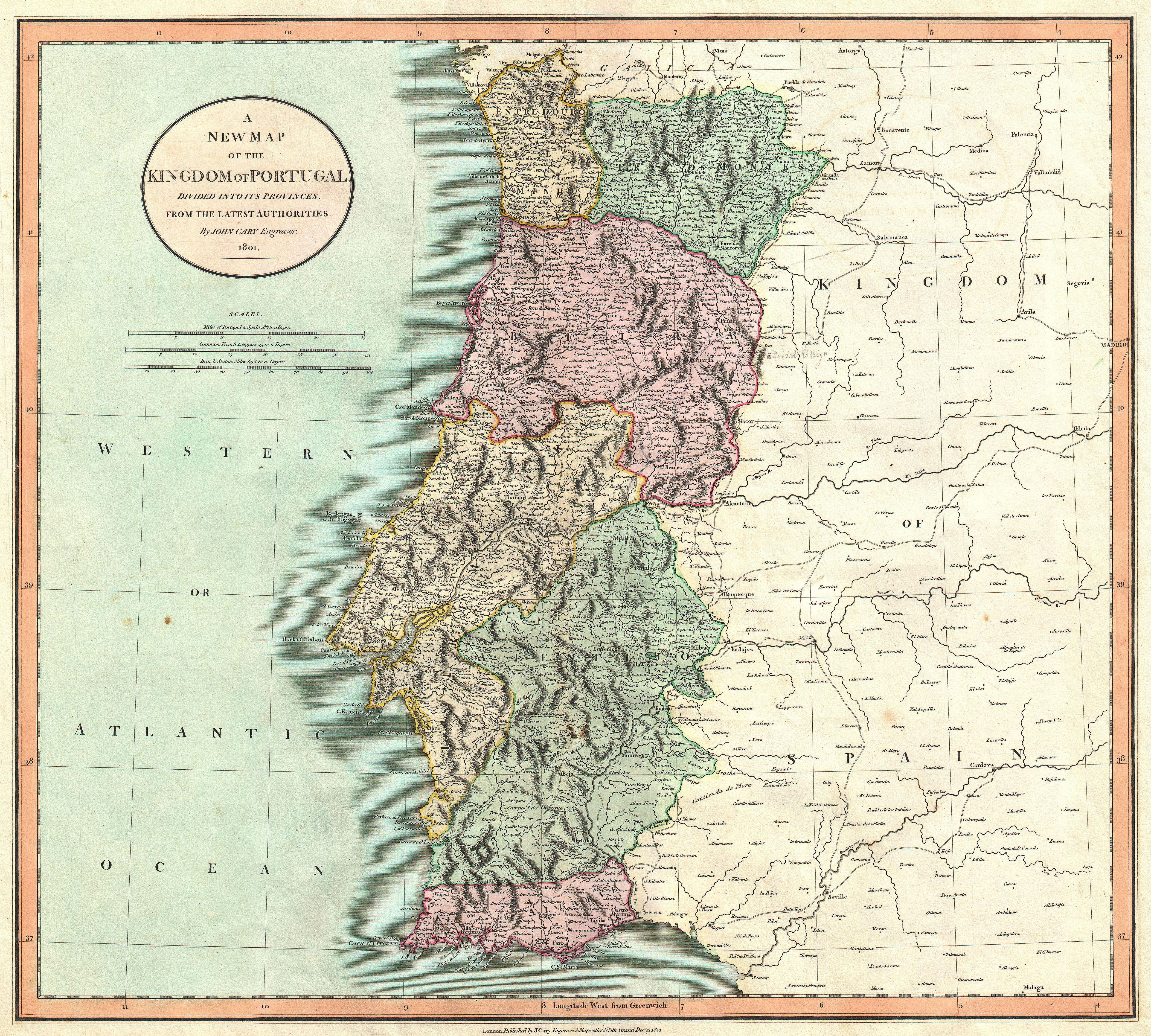
Mapa de Portugal por John Cary - Geographicus, 1801

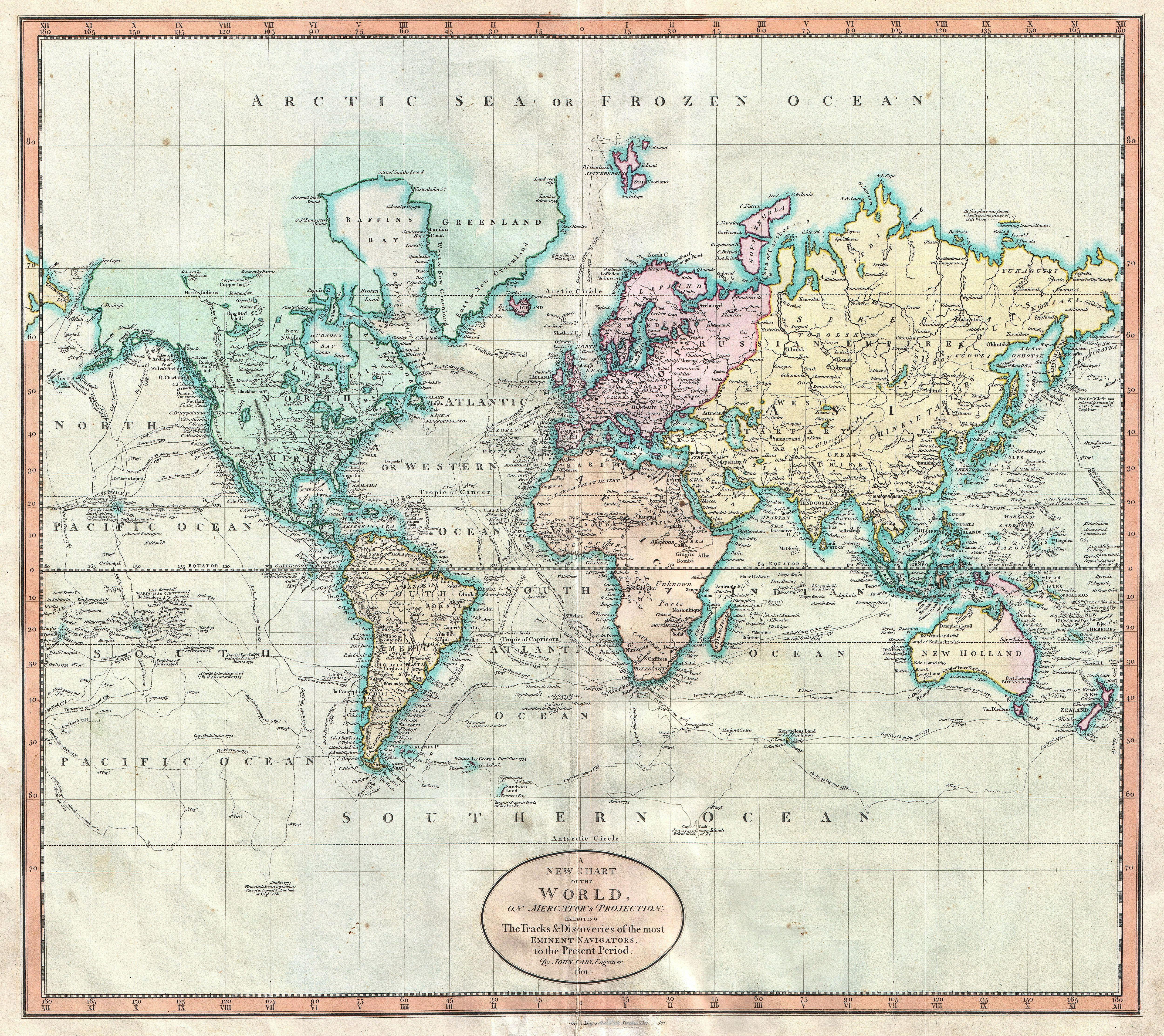
Mapa-múndi por John Cary - Geographicus, 1801

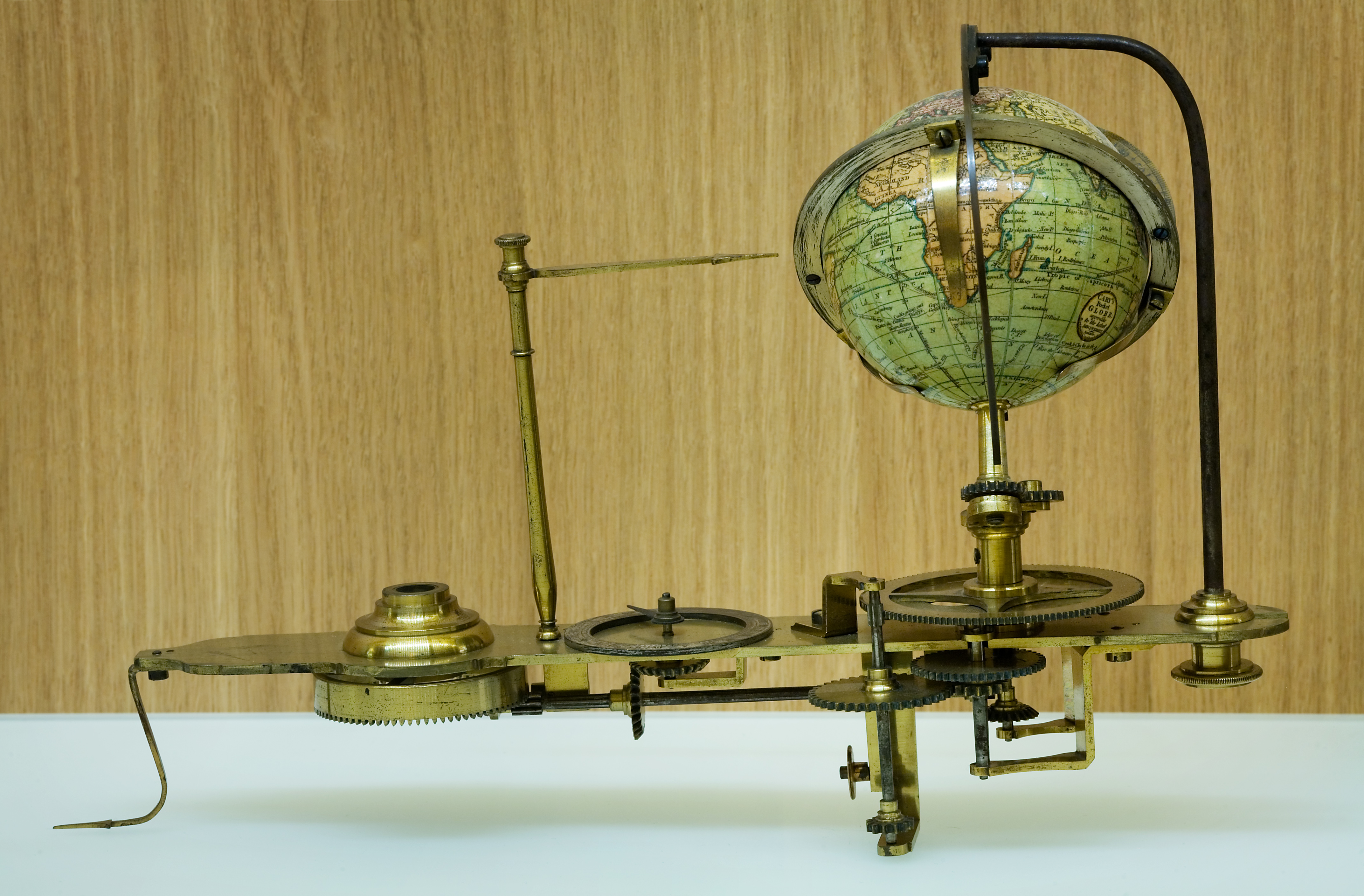
Cary's Pocket Globe, 1794

John Cary (c. 1754-1835) foi um cartógrafo inglês.
Cary foi aprendiz e gravurista em Londres, antes de montar o seu próprio negócio no Strand em 1783. Cedo ganhou reputação pelos seus mapas e globos. O seu atlas, The New and Correct English Atlas publicado em 1787 tornou-se uma obra de referência na Inglaterra.
Em 1794 Cary recebeu uma encomenda do Postmaster General para levantamento das estradas da Inglaterra, o que resultaria na obra Cary's New Itinerary (1798), mapa de todas as mais importantes estradas de Inglaterra e País de Gales. Também produziu mapas para o Ordnance Survey antes de 1805. Um dos seus colaboradores foi Aaron Arrowsmith.
Mais tarde colaborou na elaboração de cartas geológicas com o geólogo William Smith. A sua atividade foi continuada por G. F. Cruchley (1822-1875).

## Obras
- Actual Survey of the country fifteen miles around London (1786)
- New and Correct English Atlas (1787)
- Camden's Britannia (1789) - mapas para as edições de 1789 e 1806
- Cary's Survey of the High Roads from London (1790)
- Cary's Traveller's Companion (1790)
- New Maps of England and Wales with part of Scotland (1794)
- Inland Navigation; or Select Plans of the Several Navigable Canals throughout Britain (1795)
- Cary's New Itinerary (1798)
- New British Atlas (1805) com John Stockdale
- Cary's New Universal Atlas (1808)
- Cary's English Atlas (1809)
- New Elementary Atlas (1813)
- Cary's New Itinerary (1817)